# Zoom (album Electric Light Orchestra)
Zoom – album studyjny brytyjskiego zespołu Electric Light Orchestra, który wydano 12 czerwca 2001 roku. Album osiągnął 34. miejsce na liście UK Albums Chart (Wielka Brytania) i 94. na liście Billboard 200 (Stany Zjednoczone).

## Historia
Od wydania poprzedniego studyjnego albumu Balance of Power (1986) i rozwiązania grupy Electric Light Orchestra przez lidera Jeffa Lynne’a minęło 15 lat. Kiedy pozostali muzycy kontynuowali dzieło pod przewodnictwem Beva Bevana jako Electric Light Orchestra Part II, wydawało się, że pod zastrzeżoną przez byłego lidera nazwą żaden album już nie powstanie. Lynne, który dla większości fanów jest utożsamiany z sukcesami ELO, w międzyczasie pojawiał się w różnych projektach muzycznych. Jednak od 1998 roku, w zaciszu swojego domu w Los Angeles, pracował nad zupełnie nowym materiałem.

### Współtwórcy
Zoom jest tak naprawdę autorskim projektem Lynne’a, który jest zarówno autorem jak i producentem całego albumu. Z oryginalnego składu zespołu, oprócz Lynne’a w nagraniu brał udział tylko Richard Tandy (wystąpił również w dwóch promocyjnych koncertach, zarejestrowanych i wydanych na VHS i DVD pod nazwą Zoom Tour Live). W pracy nad albumem brali udział też m.in. byli członkowie zespołu The Beatles: George Harrison (gitara slide w „A Long Time Gone” i „All She Wanted”) oraz Ringo Starr („Easy Money” i „Moment In Paradise”). W nagranym materiale wykorzystano także wiolonczelę (Suzie Katayama, Roger Lebow), charakterystyczną dla wcześniejszych albumów ELO.

## Wypowiedzi
Lynne powiedział o albumie Zoom:

Struktura nowych kompozycji ELO nawiązuje do tego, co było dawniej, kiedy używaliśmy kilku wiolonczeli, 40-osobowej orkiestry i 30-osobowego chóru. Na tej płycie jest trochę mniej monumentalnie niż kiedyś. W nagraniach wziął udział jedynie kwartet smyczkowy.

## Single
Pierwszy pochodzący z tego albumu singiel, zawierający piosenkę „Alright”, dotarł do miejsca 87. na holenderskiej liście przebojów Single Top 100.

## Lista utworów
Wszystkie utwory napisał Jeff Lynne.
1. „Alright" – 3:13
2. „Moment in Paradise” – 3:36
3. „State of Mind” – 3:04
4. „Just for Love” – 3:40
5. „Stranger On a Quiet Street” – 3:41
6. „In My Own Time” – 3:03
7. „Easy Money” – 2:50
8. „It Really Doesn't Matter” – 3:20
9. „Ordinary Dream” – 3:23
10. „A Long Time Gone” – 3:15
11. „Melting in the Sun” – 3:10
12. „All She Wanted” – 3:14
13. „Lonesome Lullaby” – 4:02
14. „Long Black Road” – 3:22 (dodatkowy utwór na japońskim wydaniu)

## Personel
- Jeff Lynne – śpiew, gitara elektryczna i basowa, instrumenty klawiszowe, wiolonczela, instrumenty perkusyjne
- Richard Tandy – instrumenty klawiszowe („Alright")
- George Harrison – gitara („A Long Time Gone” i „All She Wanted”)
- Ringo Starr – instrumenty perkusyjne („Moment In Paradise” i „Easy Money”)
- Marc Mann – gitara rytmiczna („Moment In Paradise”), aranżacja instrumentów smyczkowych („In My Own Time” i „Melting In The Sun”)
- Suzie Katayama – wiolonczela („Just For Love”, „Stranger On A Quiet Street” i „All She Wanted”)
- Roger Lebow – wiolonczela („Lonesome Lullaby”)
- Dave Boruff – saksofon („A Long Time Gone”)
- Laura Lynne – śpiew („All She Wanted”)
- Rosie Vela – śpiew („Alright", „All She Wanted”), aranżacja instrumentów smyczkowych („In My Own Time”)
- Kris Wilkinson – aranżacja instrumentów smyczkowych („Ordinary Dream”)